# Demokratska alijansa za promjene
Demokratska alijansa za promjene je naziv koalicije deset političkih stranaka (SDP BiH, Stranka za BiH, Nova hrvatska inicijativa, Bosanskohercegovačka patriotska stranka, Republikanska stranka, Građanska demokratska stranka, Hrvatska seljačka stranka (danas Hrvatska stranka koja djeluje u Središnjoj Bosni i nema veze s današnjim HSS-om koji je osnovan 2010. godine), Stranka umirovljenika Federacije, Liberalna demokratska stranka i Demokratska stranka umirovljenika), koja je osnovana 13. siječnja 2001. želeći ubrzati provedbu reformi, koje podržava međunarodna zajednica. 12. ožujka 2001. stvorena je Vlada Federacije Bosne i Hercegovine od spomenutih stranaka, resori su raspoređeni većinom među prve tri stranke. Hrvati Bosne i Hercegovine su smatrali da je Alijansa koalicija bošnjačkih stranaka jer od svih hrvatskih stranaka uključuje samo NHI i HSS, koje nisu imale niti 5% potpore hrvatskih birača (Hrvatska samouprava u Bosni i Hercegovini). Alijansa je isključila sudjelovanje iz vlasti stranke s nacionalnim legitimitetima, Stranku demokratske akcije, Hrvatsku demokratsku zajednicu BiH i Srpsku demokratsku stranku.

## Povijest
Nakon općih izbora 2000., međunarodna zajednica, predvođena američkim veleposlanstvom u Sarajevu, inzistirala je na uklanjanju nacionalnih stranaka s političke pozornice i njihovo zamjenjivanje unitarno-građanskim strankama. Snažnu podršku ovom projektu dao je i poraženi republikanski kandidat na američkim predsjedničkim izborima John McCain. Uz njegovu podršku, u stvaranju projekta unitarno-građanske vlasti u Federaciji BiH sudjelovali su i američki veleposlanik Thomas Miller i njegov kasniji zamjenik Clifford Bond te senator i kolega Johna McCaina Fred Thompson. Cilj projekta bio je napraviti vladu s unitarno-građanskim strankama koja bi provodila američke interesa u Bosni i Hercegovini, a u to vrijeme došlo je i do slabljenja utjecaja Europske unije.
Netom prije izbora, šef misije OESS-a u BiH, Robert Barry predložio je izmjene Pravila i propisa Privremenog izbornog povjerenstva, koje je Povjerenstvo usvojilo 14. listopada 2000., mjesec dana prije održavanja izbora. Te izmjene poznate su kao Barryjevi amandmani. Njima je omogućeno da izaslanike u Domu naroda Parlamenta FBiH, bez obzira na njihovu nacionalnost, mogu predlagati i birati svi zastupnici u skupštinama županija Federacije BiH. Time je omogućeno da hrvatski izaslanici u federalnom Domu naroda mogu biti birani od strane Bošnjaka, pa je postojanje Doma naroda kao zaštitnog mehanizma interesa konstitutivnih naroda obesmisleno.
Izbori su održani 11. studenog 2000. Stranke koje će činiti Demokratsku alijansu za promjene doživjele su značajan uspjeh na izborima. Socijaldemokratska partija dobila je najviše glasova za Zastupnički dom Parlamenta FBiH, 26%, te je osigurala 37 mandata od ukupno 140. Stranka za BiH dobila je 15% glasova i jedan mandat. Jedina hrvatska stranka unutar buduće Alijanse, Nova hrvatska inicijativa dobila je 1% glasova i jedan mandat. Stranka s jasnim bošnjačkim legitimitetom koja je dobila 27% glasova i 38 mandata, Stranka demokratske akcije i stranka s jasnim hrvatskim legitimitetom, Hrvatska demokratska zajednica BiH koja je dobila 18% glasova i 25 mandata, ne će činiti novu vlast u Federaciji BiH.
Demokratska alijansa za promjene uspostavljena je 23. siječnja 2001., više od dva mjeseca nakon izbora. SDP BiH je preuzela vodstvo nad novom koalicijom. Alijansu za promjene činilo je deset stranaka s područja Federacije BiH koje su usvojile dokument o međusobnim stranačkim obvezama, prioritetima i operativnom planu rada. Osim navedene tri stranke (SDP BiH, SBiH i NHI) u Alijansi je sudjelovalo još sedam minornih političkih stranaka liberalno-bošnjačke i građansko-demokratske orijentacije.
Najvažniji dokument Alijanse bio je onaj o operativnom planu rada u kojem su bili pobrojani ciljevi, instrumenti, nositelji i rokovi do kojih se trebalo realizirati određene ciljeve. Dokument se oslanjao na Briselsku rezoluciju Vijeća za implementaciju mira, čime je izravno osigurana podrška međunarodne zajednice. Dokument je bio podijeljen na deset skupina ciljeva: ekonomske reforme, zajedničke institucije, borba protiv korupcije, suradnja s međunarodnom zajednicom u vezi ratnih zločina, odnosi sa susjednim državama, povratak izbjeglica i prognanika, implementacija odluke Ustavnog suda o konstitutivnosti tri naroda na cijeloj BiH, sprječavanje ilegalne migracije i trgovine narkoticima te zaštita kulturno-povijesnih i sakralnih objekata u BiH. Dokument je zahtijevao usvajanje više od stotinu zakona i drugih političkih mjera. Plan je također predviđao i izmjenu strukture Vijeća ministara te uvođenje Doma naroda u Narodnu skupštinu Republike Srpske.
Alijansa je uspjela izabrati svoje ljude na mjesto predsjedatelja i dopredsjedatelja u domovima Parlamenta Federacije BiH, no to im nije uspjelo za rukom u Zastupničkom domu PS BiH, gdje je Alijansin kandidat Ivo Lozančić (NHI) dobio isti broj glasova kao i HDZ-ov Mariofil Ljubić, da bi potonji kasnije uspio postati dopredsjedatelj.
Nakon očite mogućnosti uspostavljanja vlasti u Federaciji BiH, Alijansa je sezala i za formiranjem Vijeća ministara BiH. Dobili su podršku dvije srpske stranke - Saveza nezavisnih socijaldemokrata Milorada Dodika i Partije demokratskog progresa Mladena Ivanića. Međutim, Ivanić je uz pomoć Srpske demokratske stranke pokušao dobiti mjesto predsjednika Vlade Republike Srpske, te je zbog tog njegovog poteza pod pitanje došla i podrška PDP-a pri formiranju Vijeća ministara od strane Alijanse. Obrazloženje Ivanića za suradnju sa SDS-om bilo je da nije mogao ignorirati volju srpskih birača koji su najveću podršku dali upravo SDS-u. No, za Alijansu to nije bilo opravdanje, jer je ona iz vlasti već isključila SDA koja je imala većinsku podršku Bošnjaka i HDZ BiH koji je imao ogromnu podršku Hrvata.
Hrvatski i srpski članovi Predsjedništva BiH, Ante Jelavić (HDZ BiH) i Živko Radišić (SP), usprotivili su se imenovanju mandatara za sastav Vijeća ministara iz Alijanse, te dali podršku HDZ-ovom Martinu Ragužu koji se u to vrijeme već nalazio na mjestu predsjedatelja Vijeća ministara. Raguž je imao i podršku bošnjačkog člana Predsjedništva BiH, Halida Genjca (SDA), no Genjac je odlučio podržati Alijansinog mandatara ako Raguž ne bi prošao u Parlamentarnoj skupštini BiH.

## Poveznice
- Odluka o konstitutivnosti naroda u Bosni i Hercegovini
- Barryjevi amandmani
- Hrvatska samouprava u Bosni i Hercegovini
- Sarajevski sporazum o ustavnim promjenama
- Majorizacija Hrvata u Bosni i Hercegovini